# Star Valley Ranch
Star Valley Ranch es un pueblo en el condado de Lincoln, Wyoming, Estados Unidos. La población era 776 en el censo de 2000. Fue constituida el 8 de noviembre de 2005. era solo un lugar señalado por el censo (CDP).

## Geografía
Star Valley Ranch está situado en las coordenadas 42°58′47″N 110°57′50″O / 42.97972, -110.96389. Se un valle rodeado de praderas y de montañas boscosas.Según el United States Census Bureau, el CDP tiene un área total de 32,9 km ², todos de tierra

## Demografía
Según el censo de 2000, había 776 personas, 357 hogares y 292 familias que residían en Star Valley. La densidad de población fue de 23.6/km ². La composición racial era:
- 97.68% Blancos
- 0.13% Afroamericanos
- 0.77% Indígenas
- 0.26% Otras razas
- 1,16% De dos o más razas
- 0,39% Hispanos y latinos

En Star Valley había 357 casas de las cuales un 12.0% tenían niños por bajo la edad de 18 años que vivían con ellos, el 78,7% eran parejas casadas que vivía juntas, el 2.8% tenían una cabeza de familia femenina sin presencia de marido y otro 18.2% eran no familias. El 7.0% tenían a alguna persona anciana de 65 años de edad o más.
En Star Valley la población con menos de 18 años de edad representaba un 11.5%, un 2.4% de 18 a 24, un 12.4% de 25 a 44, un 36.1% de 45 a 64, y el 37,6% tená más de 65 años de edad. La edad media fue de 61 años. Por cada 100 hembras había 101.0 varones. Por cada 100 mujeres mayores de 18 años, había 99,7 hombres. 
La renta mediana para una casa era 47.981 dólares, y la renta mediana para una familia era de 58.036 dólares. Los varones tenían una renta mediana de $ 40.313 contra los $ 32.083 para las hembras. La renta per cápita era $ 28.635. Ninguna de las familias y el 3,9% de la población vivía por debajo de la línea de pobreza, incluyendo los menores de 18 años y el 8,8% de las personas mayores de 64.